# Saint Austell
St Austell (in lingua cornica Sen Ostell) è una città della Cornovaglia. La popolazione di St Austell è di 22.658 abitanti secondo il censimento del 2001, la maggiore in Cornovaglia, anche rispetto al capoluogo della contea Truro, che ha 20.920 abitanti.
St. Austell non ha ancora un municipio, tuttavia, nel dicembre 2008 è stato annunciato che le verrà assegnato nell'ambito dello spostamento di circoscrizioni e distretti sotto il Consiglio della Cornovaglia. Altri tre municipi verranno creati nella stessa area: St Austell Bay, Carlyon e Pentewan Valley.

## Storia
Uno dei primi riferimenti a St Austell si trova nell'Itinerary di John Leland, che dice: At S. Austelles is nothing notable but the paroch chirch (trad.: a St Austell non c'è niente di notevole tranne la chiesa parrocchiale).
Poco dopo la scoperta della caolinite nel Tregoning da parte di William Cookworthy, lo stesso minerale fu trovato in maggiori quantità sulle colline a nord di St Austell. L'estrazione di argilla subentrò presto a quella dello stagno e del rame come principale industria dell'area e finì per dare un contributo decisivo alla crescita della città.
L'industria dell'argilla si sviluppò appieno solo tra metà Ottocento e inizio Novecento, quando il crollo dei prezzi dello stagno e di altri minerali costrinse molte miniere a chiudere oppure a convertirsi all'estrazione di argilla. Il successo e l'alto rendimento di questo settore attirò molte famiglie che avevano perso il lavoro a causa della crisi dell'industria mineraria locale; questo fece crescere notevolmente la popolazione della città e portò nuovi negozi e attività. Essendo disponibili più prodotti e servizi, aumentarono i posti di lavoro e il commercio. Grazie a questo e ad altri fattori, St Austell è diventato uno dei dieci centri più importanti della Cornovaglia dal punto di vista commerciale.

### Storia della chiesa
La chiesa fu inizialmente dedicata a Sant'Austol, un santo bretone associato a San Meven; adesso è dedicata alla Santa Trinità. Prima del 1150 divenne di proprietà del priorato di Tywardreath per opera degli abitanti di Cardinham e lo rimase fino al 1535. Sul posto sorgeva in origine una chiesa normanna, i cui resti possono ancora essere visitati. La chiesa attuale è del quindicesimo secolo ed è grande (soprattutto il campanile), viste le dimensioni della parrocchia all'epoca. I quattro muri esterni sono decorati con gruppi di sculture inseriti in nicchie scolpite: i dodici apostoli in tre gruppi a nord, est e sud; la Santa Trinità sopra l'Annunciazione, con sotto il Cristo risorto tra due santi, a ovest. Il campanile può essere datato tra il 1478 e il 1487 e venne fatto costruire dal vescovo Courtenay; i muri sono rivestiti con pietra di Pentewan.
Sul lato meridionale, la chiesa venne estesa fino a inglobare quella che era una cappella separata, abolita nel 1543.
Nel diciannovesimo secolo vennero create le seguenti parrocchie a partire da quella di St Austell: St Blazey (1845), Charlestown (1846), Treverbyn (1847) e Par (1846, da St Blazey e Tywardreath).

## Economia, industria e sanità
In seguito all'introduzione di macchine, l'industria dell'argilla oggi impiega solo poco più di duemila persone, una piccola parte di quella che era la forza lavoro all'inizio del ventesimo secolo. Tuttavia, questa industria ha ancora una produzione maggiore di qualunque periodo passato. L'economia della città si basa sui negozi del centro e gli uffici.
La birreria di St Austell, che ha celebrato il suo centocinquantesimo anniversario nel 2001, fornisce birra non filtrata (Cask Ale) ai pub della Cornovaglia e del resto dell'Inghilterra; è conosciuta per la sua caratteristica birra St Austell Tribute. Altri tipi di birra sono prodotti, ma non venduti al di fuori della Cornovaglia.